# Osoblažka (film)
Osoblažka je český dokumentární film režiséra Daniela Bordovského z roku 2015. Film pojednává o úzkorozchodné železniční trati v Osoblažském výběžku, na které od roku 2009 jezdí zrenovovaná modrá parní lokomotiva U 57.001 z roku 1948. Film měl premiéru 9. prosince 2015 v Kině Mír 70 v Krnově a následně byl zdarma uvolněn veřejnosti skrze servery YouTube.

## Obsah filmu
Film začíná časně ráno v depu, na železničním nádraží v Třemešné ve Slezsku. Hlavní postavou je topič parní lokomotivy, který si hned v úvodu připravuje dřevo, kterým bude zatápět lokomotivní kotel. Po pomalém a důkladném zatopení kotle topič začíná přihazovat uhlím, které popožene tlak v kotli na vyšší čísla a lokomotiva tak bude následně schopna provozu. Mezitím přichází druhý topič, který má na starost kontrolu technické způsobilosti lokomotivy. Doplňuje tedy olej, vodu a kontroluje, jestli je lokomotiva schopná vyrazit na trať. Asi v osm hodin, po zatopení a zkontrolování lokomotivy, přichází do depa strojvedoucí, vlakvedoucí a průvodčí, kteří si začnou připravovat vlakovou soupravu. Následuje posun lokomotivy, připojení vlakové soupravy a příjezd k nádražní budově, odkud mohou cestující nastupovat. V 10:45 vlak odjíždí ze stanice a jede po 20 km dlouhé trati směrem do Osoblahy. Film zobrazuje jízdu vlaku jak z pohledu topiče, tak i z pohledu osoby mimo trať, která jízdu vlaku sleduje zpovzdálí. Vlak celkem zastaví na sedmi stanicích. Liptaň, Dívčí Hrad, Horní Povelice, Amalín, Slezské Rudoltice, Koberno a Bohušov.
Po příjezdu vlaku do Osoblahy se začne doplňovat voda do parní lokomotivy. Zároveň je v Osoblaze připravena druhá, černá parní lokomotiva U46.002. Vlaková souprava se tedy přesune k druhé lokomotivě a film sleduje jízdu druhé lokomotivy, která se vrací po trati zpátky do stanice Slezské Rudoltice. Následně se otočí a jede opět do Osoblahy, kde se vlaková souprava přesune zpět k původní lokomotivě, která je již připravená vyrazit na cestu zpátky. Závěr filmu probíhá opět v Třemešné ve Slezsku, kde se vlak v 16.42 vrací. Topiči hasí oheň v kotli, strojvedoucí posouvá lokomotivu do depa a průvodčí počítají tržbu.

## Cíl filmu
Cílem filmu bylo podle slov režiséra a kameramana Daniela Bordovského zachytit běžnou atmosféru letního dne na Osoblažské úzkokolejce. "Šlo mi o přenesení atmosféry na diváka, který může jen pokojně sedět, sledovat a užívat si krásu přírody spojenou s kouskem historie."

## Produkce
Natáčení začalo již v roce 2014, ovšem materiálu bylo jen velmi málo, takže se postup a celkové pojetí filmu trošku změnilo a v létě 2015 došlo k oficiálnímu natáčení. Jedná se o první film režiséra Daniela Bordovského, kterému v té době bylo pouhých 16 let.